# شينيتشي هوشي
شينيتشي هوشي (باليابانية: 星新一) (6 سبتمبر 1926، طوكيو في اليابان - 30 ديسمبر 1997، طوكيو في اليابان)؛ كاتب، رسام توضيحي وروائي ياباني. درس في جامعة طوكيو.